# Tipula latiflava
Tipula latiflava är en tvåvingeart som beskrevs av Alexander 1931. Tipula latiflava ingår i släktet Tipula och familjen storharkrankar. Inga underarter finns listade i Catalogue of Life.